# Teatre persa
El teatre persa (en persa: تئاتر در ایران) es remunta a la història antiga de l''Iran. La primera iniciació del teatre i els fenòmens de la interpretació es poden rastrejar en teatres cerimonials per glorificar herois i llegendes nacionals i humiliar l'enemic, com als clàssics "Soug Sivash" i "Mogh Koshi" (Megakhouni). L' historiador grec Heròdot d'Halikarnassos, que va viure durant el domini persa a Grècia, va investigar significativament el teatre i la dansa antigues perses. A la seva obra Llibre IX (Cal·líope), descriu la història dels imperis asiàtics i també les guerres perses fins al 478 aC.

## Teatre històric persa
Aquestes són algunes de les arts escèniques dramàtiques que es van popularitzar a l’Iran al segle vii, molt abans de l’aparició del cinema. Alguns exemples inclouen:
- Naqqāli (relatant històries)
- Ta'zieh (juga el màrtir xiïta)
- Kheimeh Shab Bazi (teatre de titelles)
- Siah-Bazi (actes còmics sobre política)
- Ru Howzi (actes còmics sobre la vida domèstica)
- Pardeh Dari (narració basada en pantalla)
- Pardeh-khaani (cant mòbil, narració de contes llegida d'una cortina)
- Naghali (narració de contes)
- Ghavali (joglar)
- Shahnameh-khaani (representació cantant de la història de Shahnameh)
- Rowzeh Khani (actuació de dol)
- Saye-Bazi (ombres)
- Mirnouroozi (joc còmic durant Nowruz)
- Kachalak bazi o Pahlavan Kachal (joc còmic amb un personatge semblant a un pallasso calb)
- Baghal Bazi (joc còmic que té lloc a una botiga de queviures)

### Naqqāli

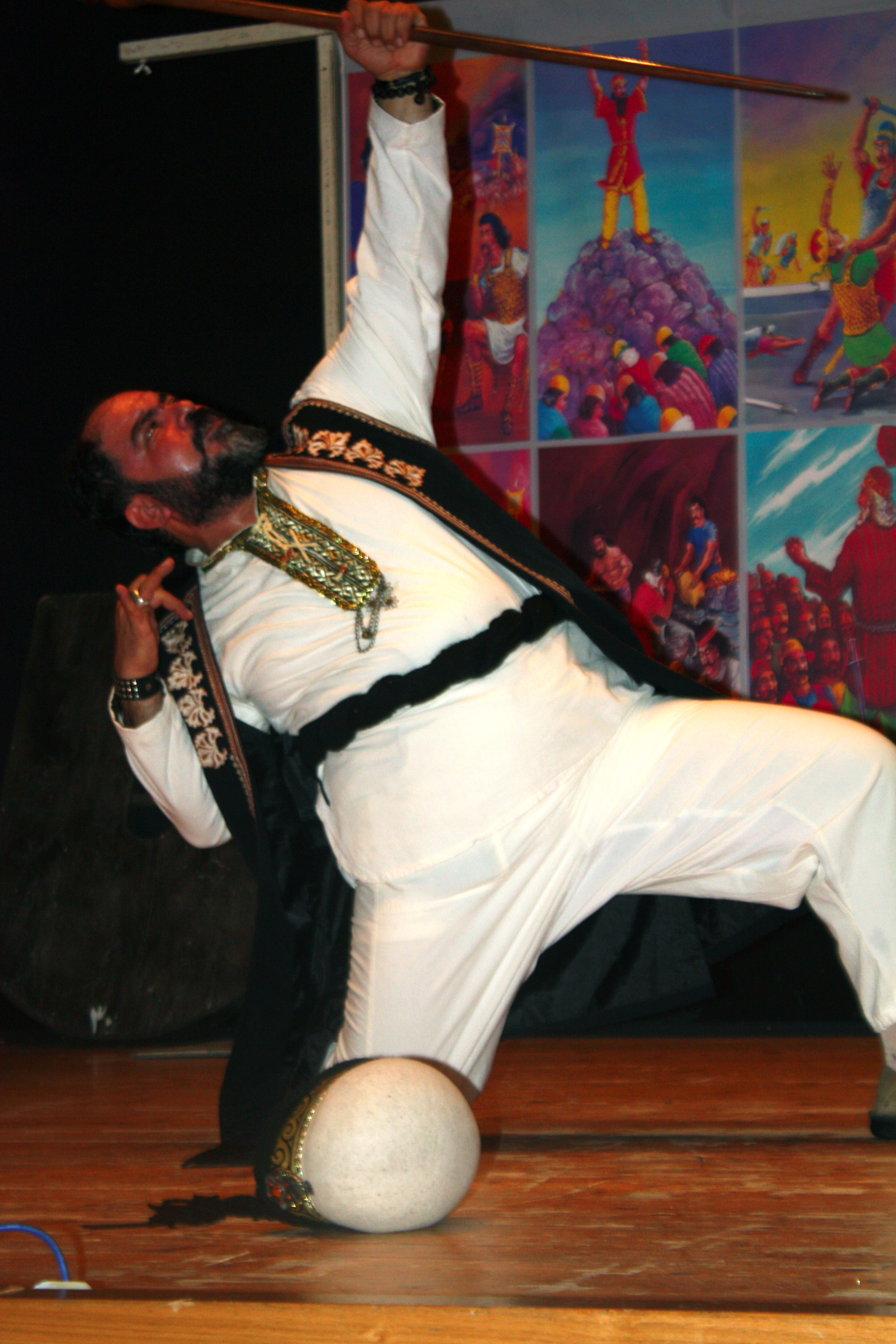
Actor iranià fent Naqqāli

Naqqāli és una de les formes més antigues del teatre persa tradicional. El Naqqāl és l’intèrpret que relata històries en prosa, sovint acompanyades de música, dansa i volutes decoratives i pintades. Tant homes com dones poden ser intèrprets de Naqqāli i poden actuar amb públic de sexe mixt, cosa inusual a l’Iran. L’intèrpret sovint porta vestits senzills i una sola peça d’un vestit històric però relacionat, com una armadura antiga. Aquesta peça es representava antigament a cafeteries, cases particulars i locals històrics com antics caravanserais. La disminució de la popularitat de les cafeteries a l'Iran, i amb noves formes d'entreteniment, ha provocat la reducció de l'interès per l'actuació del Naqqāli. L'envelliment dels mestres intèrprets (que es diuen morsheds) i la disminució de la popularitat entre les generacions més joves han provocat una forta caiguda del nombre de naqqāls qualificats, amenaçant la supervivència d'aquest art dramàtic. Naqqāli va ser inclòs el 2011 a la Llista representativa del patrimoni Immaterial de la Humanitat de la UNESCO que necessitava una salvaguarda urgent. Altres tradicions similars d’explicació i representació iraniana comprenen Naghali, Pardeh-dari, Pardeh-khaani, Ghavali (joglarsy), Shahnameh-khaani, Ta’zieh.

### Ta'zieh

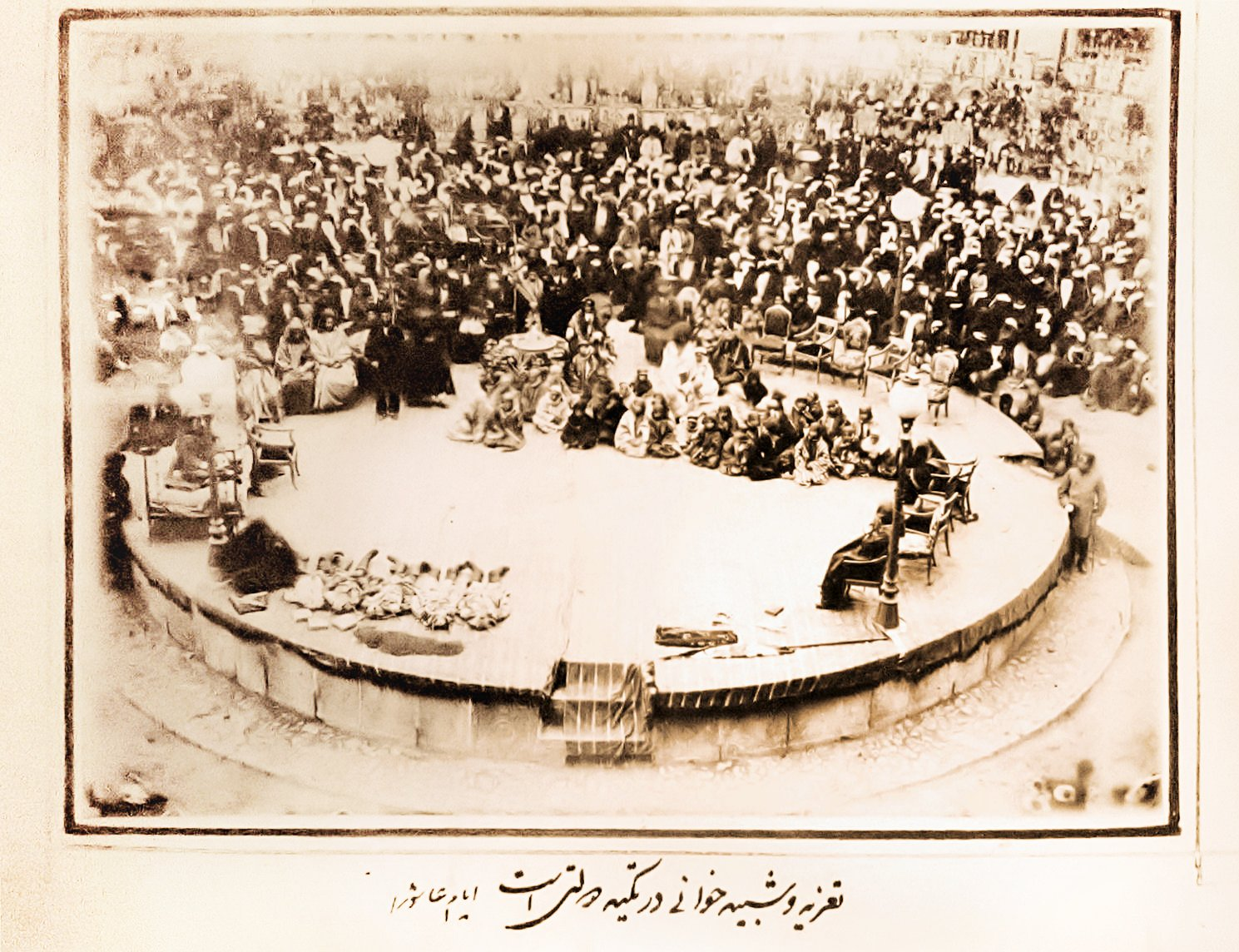
Representació de Ta'zieh com a teatre a la ronda

Ta'zieh, també conegut com Tazieh, és una forma de teatre persa tradicional i religiós en què el drama es transmet a través de la música, la narració, la prosa i el cant. De vegades es coneix com a "teatre de condols", inspirat en un esdeveniment històric i religiós com les obres de màrtir xiïta. Ta'zieh data d'abans de l'era islàmica. Un tema comú és la tragèdia èpica de Siavash a Shahnameh de Ferdowsi. En la tradició persa, Ta'zieh i Parde-Khani s'inspiren en esdeveniments històrics i religiosos, i simbolitzen l'esperit èpic i la resistència. El tema comú són les històries d’amor, sacrifici i resistència contra el mal. Ta'zieh s'assembla a l'òpera europea en molts aspectes.

### Kheimeh Shab Bazi
Kheimeh-shab-bazi és el titella de marionetes tradicional persa que es realitza en una petita tenda de cambra. La tenda només està oberta per un costat i hi ha dues persones implicades en la representació: un intèrpret de música i una persona que explica la història (anomenada morshed). El diàleg es fa entre els morshed i els titelles. El mètode d’interpretació, els seus personatges i les tècniques que s’utilitzen per escriure l'espectacle de titelles el fan únic i el distingeix d'altres tipus de funcions amb marionetes..
Durant l'era a Qajar va sorgir un gènere més nou de titelles iranians, Shah Salim Bazi. Els titelles encara són molt habituals a l’Iran contemporani.

### Siah-Bazi

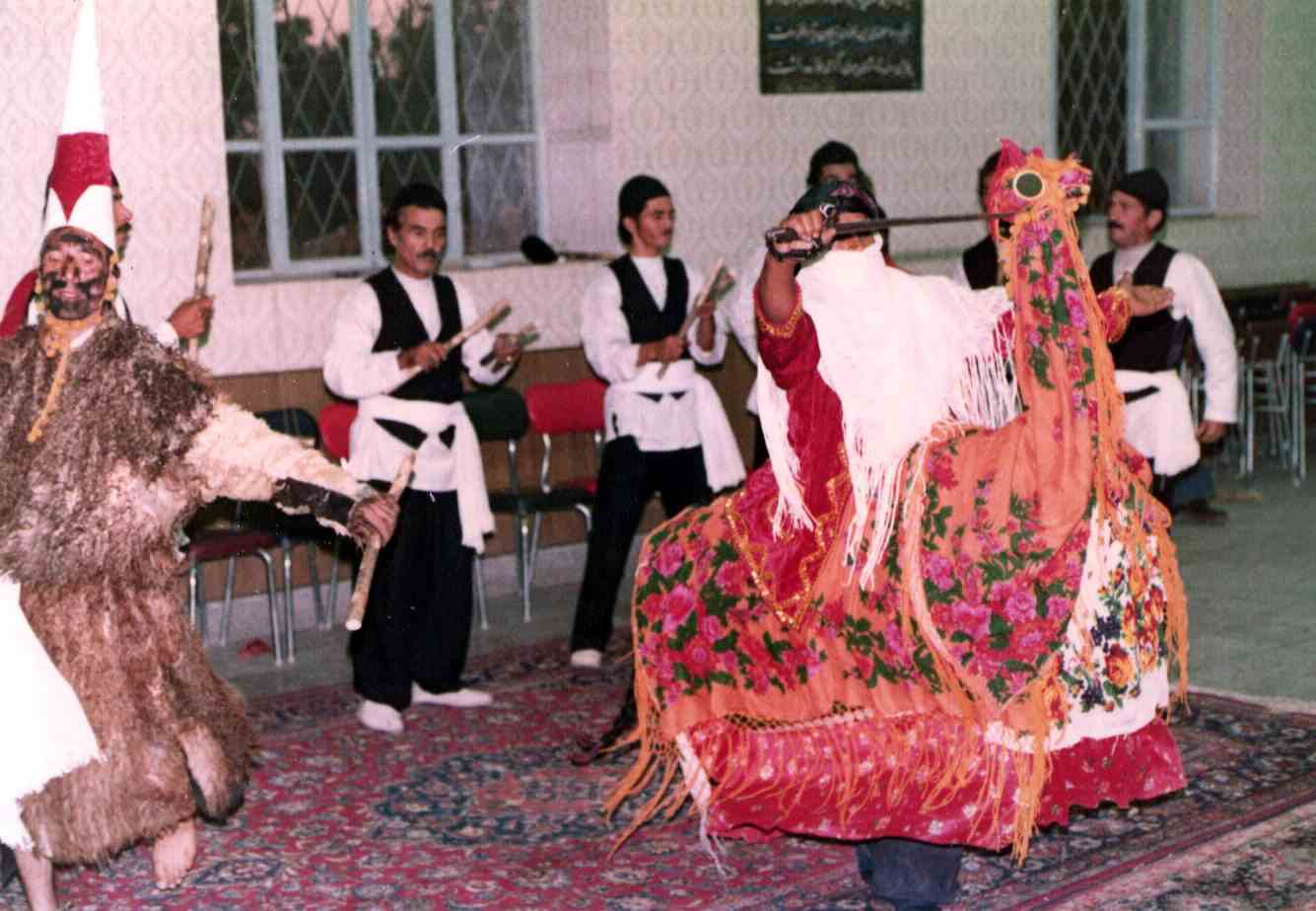
Una actuació de Siahbazi

Siah-Bazi, també conegut com a Siyah-Bazi, és un tipus d’art escènic popular iranià que presenta un arlequí de cara negra, entremaliat i franc que fa improvisacions per fer riure. El terme Siah-Bazi es tradueix literalment per "jugar al negre" i és un esbós en què dos homes vestits amb turbants vermells, uns tenen pintura de la cara negra i es dediquen a un duel verbal sovint enginyós, polític i divertit. El personatge amb la cara negra pren un paper de pallasso i intenta deshonrar el mestre. Exteriorment, el mestre sembla una persona respectable, però per sota és immoral i no pot ser respectat. El personatge de la cara negra es retrata com un infeliç carnavalesc de la classe treballadora i el públic pot empatitzar amb la seva lluita a través de l’humor. Siah-Bazi ha estat comparat amb el Ministrel Show americà i té una controvèrsia similar.
Siah-Bazi i Ru Howzi tenen un caràcter de pallasso de cara negra i impliquen acudits obscurs. Ru Howzi es caracteritza perpo per ser un teatre social que satiritza la vida domèstica i que sovint es representa a residències privades iranianes en un escenari sobre una piscina d’aigua que sovint es troba en els patis de les cases. Siah-Bazi es representa en llocs més públics com teatres o cafeteries a causa de la temàtica política.
La Revolució iraniana va afectar el to i l'actuació de Siah-Bazi i van elimin ar les referències sexuals, el ball i la música. Les representacions continuen només a causa de l'acceptació dels estàndards de la Revolució Iraniana Islàmica.

## Teatre iraní contemporani
El teatre contemporani que es veu avui a l'Iran es deriva en gran part de les tradicions de representació occidentals que es van desenvolupar durant el segle xx. Els més influents són el modernisme, el teatre de l’absurd, el teatre pobre i el postmodernisme. Tot i que el teatre iranià contemporani cultiva aquests moviments, els artistes de teatre moderns han creat un estil de teatre únic i culturalment específic que combina els estils occidentals amb els modes tradicionals de representació persa.
A principis del segle xx, la relació de l'Iran amb els països desenvolupats va canviar fonamentalment. Amb la demanda mundial creixent de combustibles fòssil, i el descobriment de petroli el 1909 a Abadan, Iran, va fer que la relació de l'Iran amb Occident (particularment el Regne Unit, els Estats Units i França) s’accelerés fins a un estat de dependència mútua. Aquestes nacions estrangeres van desenvolupar aliances estretes amb les monarquies iranianes, i es van produir intercanvis culturals entre Iran i Europa. Les traduccions perses d’obres de Shakespeare, Ibsen i Txékhov, etc. van ser el primer tast d’una estètica teatral occidental per a gran part del públic iranià. Aquest estil de teatre va influir molt en els primers dramaturgs natius de l’Iran. Alguns dels traductors destacats d’obres teatrals a l’Iran són Mirza Fatali Akhundzade, Dariush Mo’addabian, Ahmad Kamyabi Mask, Reza Shirmarz, Hamid Samandarian, Sadreddin Zahed, Parwiz Sayyād, etc.
La dècada de 1960 va ser una època de gran producció artística i literària a l'Iran, impulsada per una nova generació d'escriptors, artistes i intel·lectuals iranians. D’aquest moviment va sorgir una forma moderna d’escriptura teatral iraniana, liderada per les figures: Bahram Beyzai, Akbar Radi, Ali Nassirian i Bijan Mofid. Aquests dramaturgs van inspirar-se en les obres de Samuel Beckett, Bertolt Brecht, Eugène Ionesco i els seus contemporanis, tot i que la seva obra també es basa en estils perses com ara titelles, ru howzi i naghali.
La primera escola de teatre iraniana, Madrese-ye Ta'atr-i Shahrdari, va ser inaugurada el 1939 per un conjunt d'artistes teatrals iranians, i aviat van seguir altres escoles. El 1964 es va establir la Facultat d'Arts Dramàtiques, que es va convertir en la primera institució d'educació superior a l'Iran a oferir un diploma equivalent a un títol de batxiller. El 1965, la Universitat de Teheran va crear la Facultat de Teatre, que finalment va incorporar la pedagogia teatral a les universitats iranianes ja existents. El programa de teatre de la Universitat de Teheran va tenir un èxit particular, i la seva influència es pot veure a tot el món teatral iranià contemporani. La Facultat de Teatre va contractar diversos professors de teatre dels Estats Units per elaborar el programa, amb classes d'actuació, direcció, història del teatre i disseny, i un enfocament al canó dramàtic occidental.
L’ambient universitari va proporcionar més oportunitats per a l'experimentació teatral, i d’aquí va sorgir una forta tradició de direcció teatral iraniana. Hamid Samandarian, Ali Rafii i Pari Saberi es troben entre els més actius i influents d’aquesta primera generació de directors iranians moderns, i els seus antecedents teatrals es deriven d’una barreja d’experiència i pedagogia a l’Iran i a Europa.

### Després de la revolució iraniana (1979 - actualitat)
Després de la Revolució iraniana del 1979, el destí d’aquesta nova tradició teatral moderna es va fer incert. L'activitat teatral va disminuir dràsticament durant la devastadora guerra entre l'Iran i l'Iraq dels anys vuitanta, i a part de la producció ocasional, aquesta florida escena teatral iraniana no va tornar a aflorar fins als anys noranta.
El teatre sota la República Islàmica de l'Iran està governat pel Centre d'Arts Dramàtiques i la seva organització general, el Vizarate Farhang va Irshade Islami (Ministeri de Cultura i Orientació Islàmica). L'agència controlada pel govern ha estat criticada per la seva censura a artistes i idees que es creu que són "antiislàmiques" o que s'oposen a les lleialtats polítiques del govern iranià. Tot i això, els artistes teatrals iranians continuen navegant per aquestes normatives i les noves obres floreixen, sobretot a la capital de Teheran.
Entre els dramaturgs i directors iranians més populars d’avui en dia hi ha Mohammad Charmshir, Naghmeh Samini, Homayoun Ghanizadeh i Zahra Sabri.
A l’època moderna, Bahram Beyzai ha fet la contribució més significativa en la historiografia del teatre persa amb el seu llibre fonamental, A Study on iranian Theatre (1965). Altres obres inclouen el llibre de Willem Floor , The History of Theatre in Iran (2005), i el llibre de William O. Beeman , Iranian Performance Traditions (2011).